# Miejskie Przedsiębiorstwo Komunikacyjne w Nowym Sączu
Miejskie Przedsiębiorstwo Komunikacyjne w Nowym Sączu Sp. z o.o. – przewoźnik świadczący usługi w zakresie pasażerskiego transportu zbiorowego na obszarze miasta Nowego Sącza od 1948 roku. Usługi transportu zbiorowego są świadczone w 2 powiatach: nowosądeckim i limanowskim, w 10 gminach: Nowy Sącz, Stary Sącz, Nawojowa, Kamionka Wielka, Podegrodzie, Łącko, Łukowica, Grybów, Chełmiec i Limanowa. Na tym obszarze MPK obsługuje w sumie 43 linie dzienne, z których 16 stanowią połączenia miejskie i 27 podmiejskie. Wszystkie zawarte są w przedziale 1-52. Dodatkowym uzupełnieniem siatki połączeń jest linia nocna nr 101, kursująca w godzinach od 21:35 do 00:06.
Na czas modernizacji linii kolejowej 104 Chabówka – Nowy Sącz, która docelowo połączy i skróci czas dojazdu pomiędzy Sądecczyną a Krakowem przedsiębiorstwo uruchomiło dwie linie zastępcze o numerach 51 i 52, które łączą osiedle Wólki z centrum miasta.

## Historia[4][5]
Początki funkcjonowania
Początek komunikacji miejskiej w Nowym Sączu datowany jest na 1947 rok, kiedy przyjęto Uchwałę Miejskiej Rady Narodowej o przystąpieniu do organizacji Miejskiego Zakładu Komunikacyjnego. Pierwszy autobus na regularnej linii pojawił się rok później na trasie Rynek – Dworzec PKP. Pierwsza linia została oznaczona numerem 0 i rozpoczęła swoją działalność 7 czerwca 1948 roku. Pierwszy nowosądecki pojazd pochodził z demobilu - miał malowanie niebiesko-białe z granatowymi akcentami. Był to samochód ciężarowy po niezbędnych przeróbkach dostosowujących konstrukcję do przewozu osób. Wcześniej, początkiem XX wieku plany rozwoju transportu publicznego w Nowym Sączu obejmowały utworzenie komunikacji szynowej. W 1907 roku planowano budowę linii tramwajowej o szerokości toru 900 mm na relacji Dworzec PKP – Plac 3 Maja. Trasę obsługiwać miały 4 wagony silnikowe oraz kilka doczepnych. Pomysł ten nigdy nie został zrealizowany.
Lata 50. – 60. XX wieku
W kolejnych latach uruchomiono nowe połączenia na relacji Dworzec PKP – Graniczna oraz Dworzec PKP – os. Helena. W latach 1951–1957 zajezdnia Miejskiej Komunikacji Samochodowej znajdowała się przy ulicy Sienkiewicza. Jednocześnie od 1954 roku powstawała nowa zajezdnia, zlokalizowana przy ulicy Naściszowskiej. W 1952 roku ówczesne MZK włączono w skład Miejskiego Przedsiębiorstwa Gospodarki Komunalnej w Nowym Sączu, a w 1969 roku wydzielono ze struktur MPGK samodzielne Miejskie Przedsiębiorstwo Komunikacyjne. W tym okresie służyły głównie San-y w różnych wersjach (H25B, H27B, H100B), Jelcze 272 MEX oraz Ikarusy 620.
Lata 70. XX wieku
Na początku lat 70. XX wieku zlikwidowano pierwszą linię 0. Jednak okres ten owocował dynamicznym rozwojem struktury taboru oraz siatki połączeń, także poza miasto. Na przełomie 1975 i 1976 roku z MKS powstało Wojewódzkie Przedsiębiorstwo Komunikacyjne w Nowym Sączu, co doprowadziło do połączenia się nowosądeckiego zakładu komunikacyjnego z ośrodkami z Gorlic i Limanowej. W 1976 roku WPK obsługiwało już 24 połączenia i docierało do gmin: Nawojowa, Chełmiec, Rytro, Podegrodzie i Piwniczna. Natomiast w 1978 roku uruchomiono nową zajezdnię przy ulicy Wyspiańskiego 22, która funkcjonuje do dziś. Końcówka lat 70. XX w. zaowocowała pojawieniem się kilkudziesięciu pojazdów marki Autosan H9-35, które służyły w latach 1975–1986. Kolejnym uzupełnieniem taboru były Jelcze PR110, które zasilały WPK Nowy Sącz od 1979 do 1991 roku. Wdrożenie tych pojazdów do eksploatacji wymusiło zmiany tras niektórych linii, ponieważ PR-ki nie były w stanie pokonać niektórych skrzyżowań.
Lata 80. XX wieku
Początkiem lat 80. XX wieku otworzono Dworzec WPK przy ulicy Bulwar Narwiku (ówcześnie Bulwary Obrońców Narviku). Z kolei w 1983 roku uruchomiono drugi punkt przesiadkowy, zlokalizowany przy ulicy Kolejowej, w niedalekim sąsiedztwie PKP. Na początku 1986 roku WPK świadczyło usługi na 35 liniach komunikacyjnych. W tym samym roku przedsiębiorstwo uruchomiło komunikację miejską w Krynicy-Zdroju. Część autobusów na stałe stacjonowała na miejscu (druga zajezdnia WPK Nowy Sącz), a inne pojazdy podsyłane były za pomocą innych połączeń komunikacyjnych. Linia A jeździła na trasie Nowy Sącz – Krynica-Zdrój, natomiast linia B wykonywała połączenie Nowy Sącz – Krynica-Zdrój – Muszyna. W 1987 roku nowosądecka komunikacja docierała m.in. do Kosarzysk w Piwnicznej-Zdroju i Klęczan. W tym samym roku uruchomiany został oddział WPK w Nowym Targu. W tym okresie wprowadzane do służby były Autosany H9-35, Jelcze M11 i PR110.
Lata 90. XX wieku
W 1989 roku nastąpiła zmiana finansowania transportu publicznego, co negatywnie wpłynęło na funkcjonowanie WPK. W tym samym roku odłączył się oddział w Gorlicach tworząc MZK. Podobnie w 1991 roku było z jednostkami w Nowym Targu i Limanowej, co doprowadziło do przekształcenia się WPK w Miejski Zakład Komunikacyjny w Nowym Sączu. W sierpniu 1995 roku nastąpiło przekształcenie zakładu budżetowego w Miejskie Przedsiębiorstwo Komunikacyjne Sp. z o.o., co doprowadziło do przejęcia części połączeń MPK przez PKS Nowy Sącz. Na początku lat 90. XX wieku zlikwidowano linię do Piwnicznej-Zdroju, następnie zniknęły linie A i B oraz skrócono inne połączenia. 
Wzmocnieniem taboru w 1992 roku było dostarczenie 8 Jelczy 120M (#372-#380), a w 1996 roku zakup siedmiu autobusów marki Autosan H6-20 (#21-#27). W 1998 roku obchodzono jubileusz 50-lecia komunikacji miejskiej w Nowym Sączu. Z tej okazji zakupiono 9 autobusów marki Jelcz 120MM/2 (#381-389) oraz 6 MAN-ów A21 – podtyp NL222 (#111-#116). Sześć egzemplarzy niemieckiego producenta były powiewem nowoczesności, ze względu na niską podłogę oraz wysoki komfort, który oferowały. Były to pierwsze autobusy w nowym, żółtym malowaniu zakładowym MPK Nowy Sącz. Początkowo pojazdy na stałe były przypisane do obsługi najbardziej obciążonych linii 7 i 23.
Początek XXI wieku
Ze względu na malejącą liczbę pasażerów na przełomie wieku XX i XXI, zdecydowano kupić pojazdy o mniejszej pojemności. W 1999 roku strukturę taboru wzmocnił zakup 3 autobusów Jelcz L090M (#51-53), które ze względu na dużą awaryjność służyły tylko 10 lat. W 2000 roku zakupiono 3 sztuki, a w 2001 roku dokupiono jeszcze jednego Jelcza L100I (#54-#57). Od 2003 do 2007 roku MPK posiłkowało się zakupem Solbusów B9,5 (#58-#65), natomiast w 2008 roku zakupiono Solbusa SN11M (#66). W zamian sukcesywnie wycofywane z eksploatacji były Jelcze PR110. 
W kolejnych latach przestarzały tabor, brak inwestycji oraz spadająca liczba pasażerów miały negatywny wpływ na funkcjonowanie komunikacji, co spowodowało szybki regres siatki połączeń do ościennych gmin. Stale spadała liczba oferowanych tras oraz ilość kursów linii komunikacyjnych, co doprowadziło w latach 2007-2008 do bardzo trudnej sytuacji nowosądeckiego przewoźnika. W styczniu 2007 roku współpracę z MPK Nowy Sącz znacząco ograniczyła gmina Stary Sącz, a w lipcu Kamionka Wielka. Natomiast od 1 lipca 2008 roku autobusy przestały docierać do gminy Chełmiec, a od 1 sierpnia 2008 roku również do gminy Korzenna.
Lata 2010–2016
W styczniu 2010 roku zakupiono Autosana A8V Wetlina (#28), który został przeznaczony do obsługi mało obciążonych linii. Od 2010 do 2018 roku istotnym zasileniem taboru MPK Nowy Sącz były używane autobusy sprowadzane w głównej mierze z zachodniej Europy (Niemcy, Francja). Było to 29 autobusów marki MAN typu A21 (#117-#141, #191-#192, #301-#302) oraz 6 pojazdów  Solaris Urbino 10 i 12 (#303-#305, #310-#312). W głównej mierze zastępowały one wysłużone Jelcze PR110 i 120M, a także MAN-y A11.
Pod koniec czerwca 2010 roku MPK dostało dofinansowanie z UE w ramach projektu: „Rozbudowa i modernizacja infrastruktury techniczno-komunikacyjnej lokalnego transportu publicznego w Nowym Sączu wraz z wymianą taboru autobusowego” w wysokości 7,6 mln zł. Całkowity koszt projektu wyniósł 13,4 mln zł. W wyniku tego programu tabor przedsiębiorstwa w 2011 roku zasiliło 10 autobusów marki Autosan M09LE (#201-#210), które zastąpiły wyeksploatowane Autosany H6 oraz Jelcze PR110. Były to pierwsze fabryczne autobusy, które wymalowano w nowych barwach: biało-czerwone z grafitowym paskiem na dole. Dodatkowo wdrożono system biletu elektronicznego, zarządzania autobusami i informacją dla pasażerów oraz systemem preferencyjności komunikacji miejskiej na niektórych skrzyżowaniach w mieście. 
W sierpniu 2010 roku ponownie, po 3-letniej przerwie współpracę z MPK w Nowym Sączu nawiązała gmina Kamionka Wielka, co oznaczało powrót linii 15 do Mszalnicy i 37 do Boguszy.
We wrześniu 2012 roku MPK otrzymało dofinansowanie w ramach Małopolskiego Regionalnego Programu Operacyjnego na realizację projektu: „Wymiana taboru autobusowego z wyposażeniem w elementy Inteligentnych Systemów Transportowych” w wysokości 5,6 mln zł. Całkowity koszt programu wyniósł 9,9 mln zł. W ramach realizacji projektu w 2013 roku zakupiono 10 autobusów marki Solbus Solcity 12 (#251-#260). Ponadto doposażono także serwerownię dla zapewnienia większego bezpieczeństwa systemów informatycznych. 
We wrześniu 2013 roku w Nowym Sączu powstały pierwsze w historii linie nocne, oznaczone numerami 101 i 102 (ta druga została zlikwidowania w czerwcu 2020 roku).
24 kwietnia 2014 roku ostatni kurs liniowy wykonał Jelcz PR110M #357, który tym samym zakończył 35-letnią historię tzw. PR-ek. Natomiast pod koniec 2014 roku wycofano z eksploatacji pierwszy pojazd niskopodłogowy w Nowym Sączu – MAN A11 (#116).
W kwietniu 2014 roku MPK zintensyfikowało współpracę z gminą Stary Sącz, wprowadzając nowe połączenia: linia 8 (później oznaczona nr 10) do Popowic (obecnie linia wewnętrzna Skrudzina – Popowice), linia 43 do Moszczenicy Niżnej (teraz Wyżnej) i od września 2015 roku linia 47 do Gołkowic Górnych (obecnie Łazów Brzyńskich). We wrześniu 2014 roku nowosądecki przewoźnik powrócił po wielu latach do wykonywania obsługi gminy Podegrodzie, tworząc linię 49 łączącą Nowy Sącz – Stary Sącz – Podegrodzie. 
Lata 2017–2020
Rok 2017 oznaczał dalszy rozwój terytorialny, ponieważ uruchomiono dwa połączenia obsługujące gminę Podegrodzie: linię 33 do Olszanki (teraz do Łącka) i 34 do Mokrej Wsi (obecnie do Stronia).  
27 grudnia 2017 roku podpisano umowę o dofinansowanie projektu pn. „Rozbudowa niskoemisyjnego transportu publicznego aglomeracji sądeckiej” realizowanego w partnerstwie z gminą Stary Sącz, w ramach Regionalnego Programu Operacyjnego Województwa Małopolskiego na lata 2014–2020. Kwota dofinansowania to ponad 40 mln zł, przy całkowitej wartości projektu – 61 mln zł. W wyniku realizacji projektu zakupiono 24 autobusy marki MAN NL293 Lion’s City (#151-#174), 6 autobusów MAN NL253-10,5 Lion’s City M (#221-#226) oraz 6 autobusów napędzanych sprężonych gazem ziemnym marki Solaris Urbino 12 IV CNG (#401-#406). Wszystkie pojazdy zostały wymalowane zgodnie z nowym standardem – bez grafitowego paska na dole pojazdu. Zakup 36 autobusów pozwolił zakończyć eksploatację Jelczy 120M, Jelczy 120MM/2, Jelczy L100I, Solbusów B9.5, MAN-a A11 oraz niektórych MAN-ów A21 i Solarisów Urbino 12 II i III generacji. 
Pozyskane fundusze pozwoliły także na przebudowę dworca autobusowego przy ul. Kolejowej w Nowym Sączu oraz budowę Park&Ride na terenie Starego Sącza, obejmującego 130 miejsc parkingowych. Dodatkowym uzupełnieniem był zakup i montaż na 2 skrzyżowaniach urządzeń dających preferencje dla transportu publicznego oraz działania promujące edukację ekologiczną. 11 października 2019 roku nastąpiło otwarcie nowego Dworca MPK przy ulicy Kolejowej po gruntownej przebudowie, a 17 stycznia 2020 roku uruchomiono Park&Ride w Starym Sączu, pełniący funkcję dworca autobusowego. 
W lipcu 2018 roku miasto oraz MPK Nowy Sącz podpisało porozumienie międzygminne z gminą Łącko wydłużając linie 33 do Czarnego Potoku, a od września 2020 roku do Łącka. Natomiast w sierpniu 2019 roku podpisano podobne porozumienie z gminą Łukowica, wydłużając linię 34 do Mokrej Wsi, a we wrześniu powstała też linia 39 do Rogów. 
Od kwietnia 2019 roku Prezesem Zarządu został Jerzy Leszczyński, a wiceprezesem ds. techniczno-eksploatacyjnych Tomasz Wesołowski. 
We wrześniu 2019 roku nowosądecki przewoźnik zakupił Jelcza 043 „Ogórek”. Pracownicy MPK przez rok odrestaurowali pojazd, aby mógł służyć jako atrakcja miasta Nowego Sącza na specjalnie stworzonej linii retro. Prezentacja modelu miała miejsce na płycie Rynku 22 września 2020 roku. 
Od stycznia 2020 wprowadzono Kartę Nowosądeczanina uprawniającą m.in. do bezpłatnej komunikacji miejskiej mieszkańców Nowego Sącza. W ciągu 5 lat funkcjonowania programu wydano blisko 60 tysięcy egzemplarzy KN .
W październiku 2020 nowosądeckie MPK wydłużyło linię 15 do Cieniawy, podejmując tym samym współpracę z gminą Grybów.
Lata 2021–
W listopadzie 2021 roku nowosądecki przewoźnik wrócił do idei sprowadzania używanych pojazdów, zaczynając od zakupu 2 autobusów Solaris Urbino 12 III LE CNG (#407-#408) oraz w następnym roku (marzec 2022) 3 MAN-ów NL313 Lion’s City CNG (#409-#411) ze Szwecji. W kwietniu 2023 roku zakupiono 2 używane autobusy Karsan Jest+ (#11, #12), a w listopadzie i grudniu 4 używane MAN-y NL313 Lion’s City CNG (#412-#415) z Luksemburga. W styczniu 2024 roku przedsiębiorstwo zakupiło używanego Solbusa Solcity 12 (#261), który wcześniej obsługiwał pasażerów w Bydgoszczy.
7 grudnia 2021 roku otworzono nowy punkt przesiadkowy, zwany Dworcem MPK przy ulicy Bulwar Narwiku, który w znaczący sposób zmienił trasy 9 linii kursujących do Nawojowej, Kamionki Wielkiej i Podegrodzia, wyprowadzając je z centrum miasta (Starówki, Alei Wolności i Plant). Podobny los czekał 5 kolejnych linii rok później, docierających do gminy Stary Sącz, a ich przystanek początkowy z Rynku został przekierowany do Parku Strzeleckiego. 
W 2023 roku MPK obchodziło Jubileusz 75-lecia Komunikacji Miejskiej w Nowym Sączu.
Od listopada 2023 roku uruchomiono nową linię nr 40 kursującą do Frycowej w gminie Nawojowa. Natomiast w maju 2024 roku nowosądeckie MPK po blisko 16-stu latach przerwy, ponownie nawiązało współpracę z gminą Chełmiec. Miesiąc później wydłużono kursy linii 5 do Dąbrowy oraz uruchomiono nową linię 45 do Ubiadu. Od sierpnia 2024 roku wydłużono linię nr 25 i 42 – pierwszą trasę do Mszalnicy, natomiast drugą do Chełmiec Gaj. W tym samym miesiącu powstała nowa linia nr 21 do Chomranic. W październiku uruchomiono nowe połączenie komunikacyjne nr 20 do miejscowości Niskowa, a w grudniu 2024 wydłużono linię 17 do Librantowej.
Dynamiczny rozwój siatki połączeń do gminy Chełmiec wymusił zakup kolejnych autobusów. W listopadzie 2024 roku przewoźnik zakupił 4 używane autobusy MAN EL293 Lion`s City LE (#175 – #178). Dodatkowe pojazdy umożliwiły w lutym uruchomienie linii autobusowej nr 22 do miejscowości Trzetrzewina. Natomiast w marcu 2025 roku wydłużono linię 21 do miejscowości Kłodne, podejmując współpracę z gminą Limanowa. 
W dniu 18.12.2024 roku spółka podpisała umowę w ramach programu „Zielony transport publiczny 3.0” na dofinansowanie zakupu 5 autobusów elektrycznych w ramach projektu „Zakup autobusów elektrycznych wraz z infrastrukturą ładowania do obsługi zeroemisyjnego transportu miejskiego w Nowym Sączu” w wysokości 10 810 500 zł pochodzących z Krajowego Planu Odbudowy. Wsparcie pozwoliło na zakup 5 autobusów Irizar ie bus 10 wraz z infrastrukturą ładowania o łącznej kwocie 16 709 992 zł. 
W lipcu 2025 roku miasto Nowy Sącz wraz z partnerami: gminami Stary Sącz i Łącko pozyskali dofinasowanie na realizację projektu pn. „Rozwój transportu miejskiego w Sądeckim Obszarze Funkcjonalnym”. Donacja pozwoli na zakup 18 autobusów klasy MAXI napędzanych sprężonym gazem ziemnym (CNG) oraz wdrożenie Inteligentnych Systemów Transportowych dla Miejskiego Przedsiębiorstwa Komunikacyjnego w Nowym Sączu. W ramach realizacji programu w Starym Sączu powstanie kolejny obiekt Park&Ride o pojemności ok. 100 miejsc postojowych ze stacją do ładowania pojazdów elektrycznych oraz zostaną wybudowane nowe drogi rowerowe. Z kolei Łącko planuje modernizację przystanków komunikacji publicznej. Kwota dofinasowania z Funduszy Europejskich dla Małopolski na lata 2021-2027 wynosi ok. 54,3 mln złotych . 

## Siatka połączeń
Miejskie Przedsiębiorstwo Komunikacyjne w Nowym Sączu wykonuje świadczenia publicznego transportu miejskiego na 43 regularnych liniach dziennych, w tym 16 miejskich oraz 27 podmiejskich, których organizatorem jest Wydział Transportu i Komunikacji Urzędu Miasta Nowego Sącza. Spółka wykonuje usługi na terenie miasta oraz 9 gmin, z którymi podpisano porozumienie międzygminne. Od godziny 21:35 do 00:06 po Nowym Sączu kursy wykonuje linia nocna oznaczona numerem 101. 
W dniu 1 listopada (Wszystkich Świętych) przewoźnik uruchamia specjalną linię 0 na trasie: Stramki — Sucharskiego - Batalionów Chłopskich.
Poniżej przedstawiono wykaz linii obsługiwanych przez MPK Nowy Sącz - stan na 10.03.2025. Zestawienie nie obejmuje tzw. kursów wariantowych.
| Linia | Początek                     | Koniec                                        | Strefa            |
| ----- | ---------------------------- | --------------------------------------------- | ----------------- |
| 1     | Bulwar Narwiku - Dworzec MPK | Źeleźnikowa Mała / Wielka                     | podmiejska        |
| 2     | Bulwar Narwiku - Dworzec MPK | Bącza Kunina                                  | podmiejska        |
| 3     | Konarskiego                  | Mała Poręba Majdan                            | miejska           |
| 4     | Konarskiego                  | Ruchu Ludowego                                | miejska           |
| 5     | Dworzec Autobusowy MPK       | Dąbrowa                                       | podmiejska        |
| 6     | Sucharskiego - Westerplatte  | Wyspiańskiego MPK                             | miejska           |
| 7     | Sucharskiego                 | Sucharskiego                                  | miejska           |
| 9     | Konarskiego                  | Bohaterów Orła Białego                        | miejska           |
| 10    | Gaboń Praczka                | Popowice                                      | podmiejska        |
| 11    | Konarskiego                  | Przysietnica - os. Garwoli                    | podmiejska        |
| 12    | Konarskiego                  | Długosza - Planty                             | miejska           |
| 13    | Konarskiego                  | Długosza - Planty                             | miejska           |
| 14    | Dworzec Autobusowy MPK       | Jamnica - Góry Jamnickie                      | podmiejska        |
| 15    | Dworzec Autobusowy MPK       | Cieniawa Podpołudnie                          | podmiejska        |
| 17    | Smolika - Sąd                | Librantowa                                    | podmiejska        |
| 18    | Bulwar Narwiku - Dworzec MPK | Źeleźnikowa Wielka                            | podmiejska        |
| 19    | Dworzec Autobusowy MPK       | Dworzec Autobusowy MPK p. Brzezna Litacz Wola | podmiejska        |
| 20    | Dworzec Autobusowy MPK       | Niskowa                                       | podmiejska        |
| 21    | Dworzec Autobusowy MPK       | Kłodne                                        | podmiejska        |
| 22    | Dworzec Autobusowy MPK       | Trzetrzewina Starodroże                       | podmiejska        |
| 23    | Sucharskiego - Westerplatte  | Sucharskiego - Westerplatte                   | miejska           |
| 24    | Konarskiego                  | Stary Sącz - os. Słoneczne / Stawy            | podmiejska        |
| 25    | Aleja Batorego - Dworzec PKP | Mszalnica Wolniki                             | podmiejska        |
| 26    | Bulwar Narwiku - Dworzec MPK | Kamionka Wielka                               | podmiejska        |
| 27    | Aleja Batorego - Dworzec PKP | Piątkowa Łęg                                  | podmiejska        |
| 28    | Dworzec Autobusowy MPK       | Zdrojowa - Roszkowice                         | miejska           |
| 31    | Dworzec Autobusowy MPK       | Zdrojowa - Gaj                                | miejska           |
| 33    | Dworzec Autobusowy MPK       | Łącko - Zajezdnia Autobusowa                  | podmiejska        |
| 34    | Dworzec Autobusowy MPK       | Stronie - Niwka                               | podmiejska        |
| 35    | Bulwar Narwiku - Dworzec MPK | Kamionka Mała - Popardowa                     | miejska           |
| 36    | Magazynowa                   | Konarskiego                                   | miejska           |
| 37    | Bulwar Narwiku - Dworzec MPK | Bogusza                                       | podmiejska        |
| 39    | Dworzec Autobusowy MPK       | Rogi - Owieczka                               | podmiejska        |
| 40    | Dworzec Autobusowy MPK       | Frycowa                                       | podmiejska        |
| 41    | Magazynowa                   | Dunajcowa - os. Helena                        | miejska           |
| 42    | Dworzec Autobusowy MPK       | Chełmiec - Gaj                                | podmiejska        |
| 43    | Konarskiego                  | Moszczenica Wyżna                             | podmiejska        |
| 44    | Magazynowa                   | Dunajcowa - os. Helena                        | miejska           |
| 45    | Dworzec Autobusowy MPK       | Ubiad                                         | podmiejska        |
| 47    | Konarskiego                  | Łazy Brzyńskie                                | podmiejska        |
| 49    | Konarskiego                  | Podegrodzie p. Stary Sącz                     | podmiejska        |
| 51    | Ogrodowa - Park Strzelecki   | Ogrodowa - Park Strzelecki                    | zastępcza miejska |
| 52    | Ogrodowa - Park Strzelecki   | Dworzec Autobusowy MPK                        | zastępcza miejska |
| 101   | Stramki                      | Prażmowskiego - C.H. Gołąbkowice              | nocna             |

## Tabor
- 23.09.2009 r. Wycofano z eksploatacji wszystkie trzy autobusy Jelcz L090M.
- 11.01.2010 r. Zakupiono autobus Autosan A8V Wetlina City.
- 14.08.2010 r. Zakupiono dwa używane autobusy MAN A21 (podtyp NL223)[56].
- 25.10.2010 r. Podpisano umowę na dostawę 10 nowych fabrycznie autobusów marki Autosan Sancity 9LE; pierwsze 6 sztuk dotarło na początku 2011 r., a pozostałe 4 w II kwartale 2011 roku[57].
- 01.03.2011 r. Odebrano 6 nowych autobusów marki Autosan SanCity 9LE. Przydzielono im numery taborowe: #201, #202, #203, #204, #205, #206[58].
- Marzec/kwiecień 2011 r. Wycofano z eksploatacji 5 autobusów marki Jelcz PR110M i jeden Jelcz PR110U. Autobusy przeznaczono do kasacji, z wyjątkiem #278, który stanie się zabytkiem. Od 5.04.2011 r. należy on do Galicyjskiego Stowarzyszenia Miłośników Komunikacji[59].
- 26.03.2011 r. Na sądeckich ulicach prace rozpoczynają dwa kolejne Autosany SanCity 9LE[60].
- 22.04.2011 r. Do Nowego Sącza dotarły ostatnie dwa Autosany SanCity 9LE.
- Czerwiec-sierpień 2012 r. W zamian za kasowane Jelcze zakupiono kolejne 4 używane autobusy MAN A21.
- Wrzesień 2012 r. Z eksploatacji wycofano ostatnie Autosany H6 o numerach taborowych: #21, #24, #27. Autobus #27 został przekazany do GSMK w celu zachowania jako zabytek.
- Styczeń 2013 r. Zakupiono 4 używane autobusy MAN A21, w zamian wycofano kolejne Jelcze.
- Październik 2013 r. Zakupiono używany autobus MAN A21.
- Listopad 2013 r. Z eksploatacji zostały wycofane 3 Jelcze PR110M.
- 27.11.2013 r. Dotarły 4 z 10 nowych autobusów Solbus Solcity 12[61].
- 03.12.2013 r. Dotarło 6 nowych autobusów Solbus Solcity 12[61].
- Grudzień 2013 r. Z eksploatacji zostały wycofane 4 Jelcze PR110M. Ponadto zakupiono używany autobus MAN A21.
- Styczeń 2014 r. Z eksploatacji został wycofany Jelcz PR110M. Zakupiono używany autobus MAN NL223 z niespotykanym dotychczas na sądeckich ulicach układem drzwi 2-2-0. Przydzielony mu nietypowy numer taborowy: #191.
- Luty 2014 r. Z eksploatacji został wycofany pierwszy Jelcz 120M o numerze taborowym #375.
- Maj 2014 r. Zakupiono używany autobus MAN A21 o nietypowej długości 10,5 m i układzie drzwi 2-2-1 (prawdopodobnie powstały tylko dwa takie autobusy). Przydzielony numer taborowy: #301. Z eksploatacji został wycofany ostatni Jelcz PR110M o numerze taborowym #357.
- Lipiec-grudzień 2014 r. Przybywają kolejne używane autobusy MAN A21, w zamian wycofywane są Jelcze 120M i MAN NL222.
- Styczeń 2015 r. Zakupiono drugi autobus MAN A21 o długości 10,5 m (prawdopodobnie są to jedyne na świecie wyprodukowane egzemplarze). Przydzielony numer taborowy: #302.
- Luty 2015 r. Zakupiono używany autobus MAN A21. Z eksploatacji zostały wycofane dwa Jelcze 120M oraz MAN NL222.
- Marzec 2015 r. Zakupiono 2 używane autobusy MAN A21.
- Kwiecień/Maj 2015 r. Z eksploatacji wycofano 2 autobusy MAN NL222.
- Czerwiec 2015 r. Zakupiono używany autobus MAN A21.
- Lipiec 2015 r. Zakupiono używany autobus MAN A21 o układzie drzwi 2-2-0. Przydzielony numer taborowy: #192.
- Wrzesień 2015 r. Zakupiono 2 używane autobusy MAN A21.
- Grudzień 2015 r. Z eksploatacji został wycofany Jelcz 120M o numerze taborowym #380.
- Styczeń 2016 r. Z eksploatacji został wycofany Jelcz 120M o numerze taborowym #379.
- Luty 2016 r. Zakupiono używany autobus: MAN A21 o numerze taborowym #139.
- Czerwiec 2016 r. Zakupiono używany autobus Solaris Urbino 10 oraz dwa Urbino 12. Przydzielone numery taborowe: #303, #310, #311.
- Sierpień 2016 r. Zakupiono używany autobus: MAN A21 o numerze taborowym #140.
- Grudzień 2016 r. Z eksploatacji zostały wycofane dwa Jelcze L100I o numerach taborowych #54 i #55.
- Luty 2017 r. Zakupiono używany autobus: MAN A21 o numerze taborowym #141.
- Maj 2017 r. Z eksploatacji zostały wycofane: Jelcz 120MM/2 #386 oraz MAN NL222 #111. Zakupiono dwa używane Solarisy Urbino 10 o numerach taborowych: #304 i #305.
- Styczeń 2018 r. Podpisano umowę na dostawę 30 fabrycznie nowych autobusów marki MAN Lion’s City spełniających normy emisji spalin EURO 6 – 24 autobusy typu MAXI (A37) oraz 6 autobusów typu MIDI (A47)[62].
- Maj 2018 r. Z eksploatacji został wycofany Jelcz L100I o numerze taborowym #56.
- Lipiec 2018 r. Z eksploatacji został wycofany pierwszy Solbus B9,5 o numerze taborowym #58.
- 10.10.2018 r. Podpisano umowę na dostawę dwóch fabrycznie nowych autobusów o napędzie elektrycznym marki Ursus CS12E wraz z infrastrukturą ładowania. Producent nie wywiązał się w terminie z zadania, z tego powodu w czerwcu 2019 r. MPK zdecydowało o odstąpieniu od umowy z firmą Ursus Bus SA[63].
- Grudzień 2018 r. Zakupiono używany autobus Solaris Urbino 12. Przydzielony numer taborowy: #312.
- Marzec 2019 r. Na sądeckie ulice wyjechały 24 sztuki nowych MANów NL293 Lion’s City. Przydzielone numery taborowe: #151 – #174. Z eksploatacji wycofano cztery Solbusy B9.5 (#59, #61, #62, #63), Jelcza L100I (#57), Jelcza 120M (#378), Jelcza 120MM/2 (#388) oraz MANa NL222 (#113).
- Czerwiec 2019 r. Do eksploatacji wprowadzono 6 nowych autobusów marki MAN NL 253-10,5 Lion’s City M. Pojazdy otrzymały numery taborowe: #221 – #226. Wycofano Solbusy B9.5 (#60 i #64) oraz Jelcze 120MM/2 (#384 i #389).
- Grudzień 2019 r. Wycofano z eksploatacji 3 Jelcze 120MM/2 (#381, #382, #383), Solbusa B9,5 (#65) oraz pierwszego MANa A21 – podtyp NL263 (#120).
- 5.03.2020 r. Podpisano umowę na dostawę 6 nowych fabryczne autobusów marki Solaris Urbino 12 CNG. Będą to pierwsze pojazdy napędzane sprężonym gazem CNG na sądeckich ulicach[64].
- Maj 2020 r. Skreślono ze stanu MANa A21 – podtyp NL313 (#131)[65].
- Sierpień 2020 r. Wycofano z eksploatacji 2 MANy A21 – podtyp NL223 (#125 i #192) oraz 2 Solarisy Urbino 12 (#310 i #311). Trzy ostatnie spłonęły na zajezdni MPK w dniu 23.08.2020 r[66].
- Wrzesień 2020 r. Skreślono ze stanu MANa A21 – podtyp NL263 (#124)[67].
- Listopad 2020 r. Do eksploatacji wprowadzono 6 nowych autobusów marki Solaris Urbino 12 IV CNG (#401 – #406)[68].
- Marzec 2021 r. Wycofano z eksploatacji Autosana A8V Wetlina City (#28)[69] oraz MANa A21 – podtyp NL313 (#129)[70].
- Sierpień 2021 r. Skreślono ze stanu MANa A21 – podtyp NL263 (#130)[71].
- Wrzesień 2021 r. Wyrejestrowano MANa A21 – podtyp NL283 (#301)[72] oraz Solarisa Urbino 10 (#304)[73].
- Listopad 2021 r. Zakupiono 2 używane autobusy: Solaris Urbino 12 III LE CNG (#407, #408)[74] oraz wycofano z eksploatacji MANa A21 – podtyp NL283 (#302)[75].
- Luty 2022 r. Z eksploatacji wycofano MANa A21 – podtyp NL223 (#127)[76].
- Marzec 2022 r. Zakupiono 3 używane autobusy: MAN NL313 Lion’s City CNG (#409, #410, #411)[77].
- Lipiec 2022 r. Skreślono z inwentarza MANa A21 – podtyp NL223 (#118)[78][79].
- Kwiecień 2023 r. Wycofano z eksploatacji MANa A21 – podtyp NL263 (#140)[80] oraz zakupiono 2 autobusy marki Karsan JEST+ (#11, #12)[81].
- Wrzesień 2023 r. Z inwentarza wykreślono MANa A21 – podtyp NL223 (#119)[82] oraz Solbusa SN11M (#66)[83].
- Listopad 2023 r. Tabor zasilił zakup 2 używanych autobusów: MAN NL313 Lion’s City CNG (#412, #413)[84].
- Grudzień 2023 r. Do eksploatacji wdrożono 2 używane autobusy: MAN NL313 Lion’s City CNG (#414, #415)[84].
- Styczeń 2024 r. Zakupiono używany autobus: Solbus Solcity 12 (#261)[85] oraz wycofano z eksploatacji MANa A21 – podtyp NL223 (#117)[86] i Solarisa Urbino 10 (#303)[87].
- Marzec 2024 r. Z eksploatacji wycofano MANa A21 – podtyp NL263 (#126)[88].
- Listopad 2024 r. Zakupiono 4 używane autobusy: MAN EL293 Lion`s City LE (#175 – #178)[89].
- Kwieceń 2025 r. Skreślono z inwentarza MANa A21 - podtyp NL223 (#132)[90].
- 10.04.2025 r. Podpisano umowę na dostawę 5 nowych fabrycznie autobusów elektrycznych Irizar ie bus 10 wraz z infrastrukturą ładowania. Będą to pierwsze pojazdy napędzane elektrycznie na sądeckich ulicach. Autobusy z ładowarkami zostaną dostarczone etapami w ciągu 13-15 miesięcy od momentu podpisania umowy[91][92][93].

### Aktualna flota autobusów[94][95]
Poniżej przedstawiono strukturę taboru MPK Nowy Sącz, której trzon stanowią 24 pojazdy MAN NL293 Lion’s City.
| Typ autobusu                                     | Numer taborowy                                                                                  | Rok produkcji                                    | Rok zakupu                                       | Udogodnienia                                                                                 | Liczba |
| ------------------------------------------------ | ----------------------------------------------------------------------------------------------- | ------------------------------------------------ | ------------------------------------------------ | -------------------------------------------------------------------------------------------- | ------ |
| Autosan M09LE                                    | 201 202 203 204 205 206 207 208 209 210                                                         | 2011                                             | 2011                                             | przewóz osób na wózkach                                                                      | 10     |
| Karsan JEST+ *                                   | 11 12                                                                                           | 2016                                             | 2023                                             | przewóz osób na wózkach · klimatyzacja przestrzeni pasażerskiej · monitoring                 | 2      |
| MAN NL 223 *                                     | 121 122 128 133 134 135 136 139 191                                                             | 1998–2002                                        | 2012–2016                                        | przewóz osób na wózkach                                                                      | 9      |
| MAN NL 253-10,5 Lion’s City M                    | 221 222 223 224 225 226                                                                         | 2019                                             | 2019                                             | przewóz osób na wózkach · klimatyzacja przestrzeni pasażerskiej · monitoring · ładowarki USB | 6      |
| MAN NL 263 *                                     | 123                                                                                             | 2001                                             | 2013                                             | przewóz osób na wózkach · klimatyzacja przestrzeni pasażerskiej                              | 1      |
| MAN NL 263 *                                     | 137 138                                                                                         | 2002                                             | 2015                                             | przewóz osób na wózkach                                                                      | 2      |
| MAN NL 293 Lion’s City                           | 151 152 153 154 155 156 157 158 159 160 161 162 163 164 165 166 167 168 169 170 171 172 173 174 | 2018                                             | 2019                                             | przewóz osób na wózkach · klimatyzacja przestrzeni pasażerskiej · monitoring · ładowarki USB | 24     |
| MAN EL293 Lion`s City LE *                       | 175 176 177 178                                                                                 | 2018                                             | 2024                                             | przewóz osób na wózkach · klimatyzacja przestrzeni pasażerskiej · monitoring                 | 4      |
| MAN NL 313 *                                     | 141                                                                                             | 2003                                             | 2017                                             | przewóz osób na wózkach · klimatyzacja przestrzeni pasażerskiej · monitoring                 | 1      |
| MAN NL313 Lion’s City CNG *                      | 409 410 411                                                                                     | 2012                                             | 2022                                             | przewóz osób na wózkach · monitoring                                                         | 3      |
| MAN NL313 Lion’s City CNG *                      | 412 413 414 415                                                                                 | 2011                                             | 2023                                             | przewóz osób na wózkach · klimatyzacja przestrzeni pasażerskiej · monitoring                 | 4      |
| Solaris Urbino 10 *                              | 305                                                                                             | 2006                                             | 2017                                             | przewóz osób na wózkach                                                                      | 1      |
| Solaris Urbino 12 *                              | 312                                                                                             | 2004                                             | 2018                                             | przewóz osób na wózkach                                                                      | 1      |
| Solaris Urbino 12 IV CNG                         | 401 402 403 404 405 406                                                                         | 2020                                             | 2020                                             | przewóz osób na wózkach · klimatyzacja przestrzeni pasażerskiej · monitoring · ładowarki USB | 6      |
| Solaris Urbino 12 III LE CNG *                   | 407 408                                                                                         | 2010                                             | 2021                                             | przewóz osób na wózkach · monitoring                                                         | 2      |
| Solbus SM12                                      | 251 252 253 254 255 256 257 258 259 260                                                         | 2013                                             | 2013                                             | przewóz osób na wózkach · monitoring                                                         | 10     |
| Solbus SM12                                      | 261*                                                                                            | 2014                                             | 2024                                             | przewóz osób na wózkach · klimatyzacja przestrzeni pasażerskiej · monitoring                 | 1      |
| Wszystkie pojazdy                                | Wszystkie pojazdy                                                                               | Wszystkie pojazdy                                | Wszystkie pojazdy                                | Wszystkie pojazdy                                                                            | 87     |
| Udział autobusów niskopodłogowych we flocie      | Udział autobusów niskopodłogowych we flocie                                                     | Udział autobusów niskopodłogowych we flocie      | Udział autobusów niskopodłogowych we flocie      | Udział autobusów niskopodłogowych we flocie                                                  | 100%   |
| Udział autobusów klimatyzowanych we flocie       | Udział autobusów klimatyzowanych we flocie                                                      | Udział autobusów klimatyzowanych we flocie       | Udział autobusów klimatyzowanych we flocie       | Udział autobusów klimatyzowanych we flocie                                                   | 56%    |
| Udział autobusów napędzanych na gaz ziemny (CNG) | Udział autobusów napędzanych na gaz ziemny (CNG)                                                | Udział autobusów napędzanych na gaz ziemny (CNG) | Udział autobusów napędzanych na gaz ziemny (CNG) | Udział autobusów napędzanych na gaz ziemny (CNG)                                             | 17%    |

Dodatkowo w posiadaniu MPK Nowy Sącz są 3 autobusy nie wykonujące już służby liniowej: Jelcz 120M z 1992 roku (#372) oraz 2 Jelcze 120MM/2 z 1998 roku (#385, #387).
Legenda:
  Autobusy niskopodłogowe.
  Autobusy klimatyzowane.
  Autobusy wyposażone w monitoring.
  Autobusy wyposażone w ładowarki USB do urządzeń mobilnych.
* Autobusy zakupione jako używane.

### Historyczna flota autobusowa[96]
Zestawienie pojazdów ekploatowanych w przeszłości przez Miejskie Przedsiębiorstwo Komunikacyjne w Nowym Sączu.
| Typ autobusu        | Początek eksploatacji | Koniec eksploatacji | Numer taborowy | Liczba wycofanych pojazdów |
| ------------------- | --------------------- | ------------------- | --- | -------------------------- |
| Autosan A8V         | 2010                  | 2021                | 28 | 1                          |
| Autosan H6-20.02    | 1996 – 1997           | 2007 – 2012         | 10 21 22 23 24 25 26 27 | 8                          |
| Autosan H10-11.01   | 1989                  | ?                   | 353 | 1                          |
| Jelcz L090M         | 1999                  | 2009                | 51 52 53 | 3                          |
| Jelcz L100I         | 2000 – 2001           | 2017 – 2019         | 54 55 56 57 | 4                          |
| Jelcz M11           | 1986                  | 1997                | 319 | 1                          |
| Jelcz PR110U        | 1981 – 1983           | 1998 – 2011         | 219 235 264 270 272 274 278 | 7                          |
| Jelcz PR110M        | 1984 – 1991           | 1996 – 2014         | 281 283 284 291 292 294 296 297 300 304 305 307 314 315 321 322 323 326 327 331 332 333 334 335 336 337 338 339 340 341 342 343 344 345 346 347 348 349 350 351 352 354 356 357 358 359 360 361 362 363 364 365 366 367 368 369 370 371 | 58                         |
| Jelcz 120M *        | 1992 – 1997           | 2014 –              | 373 375 376 377 378 379 380 | 7/8                        |
| Jelcz 120MM/2 *     | 1998                  | 2017 –              | 381 382 383 384 386 388 389 | 7/9                        |
| MAN NL222           | 1998                  | 2014 – 2019         | 111 112 113 114 115 116 | 6                          |
| MAN NL223 *         | 2010 – 2016           | 2020 –              | 117 118 119 125 127 132 192 | 7/16                       |
| MAN NL263 *         | 2012 – 2016           | 2019 –              | 120 124 126 130 140 | 5/8                        |
| MAN NL283 *         | 2014 – 2017           | 2021 –              | 301 302 | 2/3                        |
| MAN NL313           | 2014                  | 2020 – 2021         | 129 131 | 2                          |
| Scania CR112        | 1993                  | 1998 – 1999         | 101 102 103 104 105 106 | 6                          |
| Solaris Urbino 10 * | 2016 – 2017           | 2021 –              | 303 304 | 2/3                        |
| Solaris Urbino 12 * | 2016 – 2018           | 2020 –              | 310 311 | 2/3                        |
| Solbus B9,5         | 2003 – 2007           | 2018 – 2019         | 58 59 60 61 62 63 64 65 | 8                          |
| Solbus SN11M        | 2008                  | 2023                | 66 | 1                          |

Legenda:
* Nie wszystkie autobusy danego typu zostały wycofane z eksploatacji przez przewoźnika

### Inne pojazdy będące w posiadaniu MPK Nowy Sącz
- Peugeot Boxer – pogotowie liniowe
- Peugeot Partner – pogotowie liniowe
- Jelcz 416 – pogotowie techniczne
- Land Rover Defender – pogotowie techniczne
- Ford Transit – pogotowie techniczne
- Opel Vivaro – samochód przystosowany do przewozu osób niepełnosprawnych
- Jelcz 043 – autobus zabytkowy wyprodukowany 1964 r., wyremontowany w latach 2019–2020